# 필리핀 전역 (1944년~1945년)
1944년~1945년 필리핀 전역 또는 필리핀 탈환(영어: Liberation of the Philippines)은 1944년부터 1945년까지 제2차 세계 대전 후기에 필리핀 탈환을 목표로 연합군과 일본 제국군 사이에서 벌어진 전투이다. 일본군은 ‘첩1호작전’이라는 계획에 따라 방어를 시도했지만, 미군을 중심으로 한 ‘머스켓티어 작전’(Operation Musketeer) I, II, III로 공략한 연합군이 승리를 거뒀다. 필리핀 탈환 작전은 1944년 10월 20일 동부 필리핀의 레이테섬에서 상륙작전으로 시작되었으며, 1945년 8월 전쟁이 끝날 때까지 필리핀 일부 지역에서 소규모의 저항이 있었다.

## 배경

### 일본
1944년 6월의 필리핀해 해전은 일본의 패배로 끝났고, 7월 9일에는 사이판을 잃으면서, 마리아나 제도의 통제권 상실은 확실한 사실이 되었다. 이 패배는 일본의 정치 정세에도 영향을 미쳐 도조 히데키 내각이 무너지고, 7월 22일에는 고이소 내각이 탄생했다. 그러나 육군 예비역이 된 고이소 구니아키에게 육군을 억제할 힘은 없었으며, 이 정변은 육군 특히 참모 본부의 발언력만 강화시키는 결과를 낳았다.
육군 참모 본부는 7월 15일, 이후의 전쟁지도 방침으로 다음의 네 가지 방안을 제시하였다.
- 단기 결전안

올해 후반에 국력 전부를 쏟아부어 대미 결전을 지도하고 내년 이후의 시책은 전혀 고려하지 않는다.
- 결전 중점 두가지 안

올해 후반에 국력 전부를 철저하게 중점 (70~80%)을 구성하여 주적 미국의 침공을 막고, 일부(20~30%)를 가지고 장기전에 대비하는 노력을 강화 .
- 병행 두가지 안

올해 후기 예전 정도의 결전으로 노력하는 동시에, 아울러 장기전을 펼칠 수 있도록 노력한다.
- 장기전 중점 두가지 안

전황이 단기전의 승산이 없을 때는 장기전을 펼칠 수 있도록 한다.
일본의 전력은 이미 한계에 달했다고 인식하고 있던 참모 본부는 제2안을 추천했다. 우메즈 요시지로 참모 총장도 이 방안을 두고 25일 육군대신 스기야마 하지메와 협의하여 이를 채용했다. 고지마 노보루는 처녀작 《태평양 전쟁》에서 "만약 두 번째 방안으로 적에게 큰 타격을 주면 동일한 손실을 치른다해도 패전보다 유리한 입장이 되는 것"이라고 평했다. 이것이 이른바 ‘일격 강화’의 기본적인 생각이었다.
그동안 대본영은 7월 18일부터 3일간 육해군 합동 연구를 수행하여 새로운 방위 계획 ‘쇼호 작전’을 수립하고 7월 24일에 재가를 했다. 전략은 지역별로 〈첩1호〉에서 〈첩4호〉라고 이름 붙였고, 이 중 필리핀 방면의 방어 작전이 〈쇼1호 작전〉이 되었다. 일본의 입장에서는 필리핀을 잃는 것은 본토와 자원을 제공하는 남방 지역과의 접촉이 차단되는 것을 의미했으며, 이것은 전쟁 전체의 패배로 이어질 가능성이 높았다.
육군은 24일 작전 준비를 각 군에 명령했다. 루손섬, 레이테섬 등의 지역을 방어하기 위해 제14방면군이 1944년 8월 4일에 창설되었다. 방면군 사령관이 된 야마시타 장군이 루손섬의 닐슨 비행장에 내려선 것은 1944년 10월 6일이었다. 제14방면군은 루손섬에 4개 사단, 레이테섬에 1개 사단, 민다나오에 2개 사단, 민도로섬, 사마르섬, 세부섬, 보홀섬에 각 1개 대대, 총 3개 대대를 배치했다. 이 밖에 보르네오섬에는 9월에 제37군(2개 여단)이 자리를 잡았다.
그 후, 〈대본영 정부 연락 회의〉에서 〈최고 전쟁지도 회의〉로 명칭을 바꾼 위원회의 첫 회의가 8월 19일 열렸다. 이 때 ‘세계정세 판단’과 ‘향후 취해야 할 전쟁지도의 대강’이 결정되었으며 전자에서 독일이 패배 불가피하다고 인정했고, 후자에서는 “유럽 정세의 추이 여하에도 불구하고 제국은 결전의 노력을 기울이고, 적을 격파하는 정략적 시책과 함께 끝까지 전쟁 완수에 매진하지 않을 수 없다”고 결론을 내리고, 태평양 방면에서의 결전 방침을 추인함과 동시에 대륙에서 대 소련에 대한 독소 화평 공작 – 충칭 (중국 국민당)에 화평 공작을 실시하기로 했다.

### 미국
미국의 필리핀 탈환 일정은 대일 반격을 상당히 진행하고도 우여곡절을 걸었다. 육해군 합동 참모 본부 등 주요 지휘관 사이에서 이견이 생겼고, 유럽 전선의 병력 배분 문제로 시끄러웠다. 또한 국내에서도 가을로 예정된 대선의 영향을 받았으며, 대일 전쟁 종결 후 장개석 정권 지원을 위한 대륙에 병력 전개 등의 요소가 고려된 때문이었다.
1943년 11월, 카이로 회담에서 중부 태평양 진격과 뉴기니, 필리핀 방면으로 진격의 양자를 진행할 방침이 정해졌고, 대략적인 절차도 결정되었다. 두 가지 진로 중 중부 태평양 쪽이 우선순위가 높았다.
1944년 6월에도 합참은 필리핀을 그냥 지나칠 의향을 표시했다. 해군 작전 부장 어니스트 킹은 3월 12일에 결정된 할마헤라섬(9월 15일에 도착), 민다나오(11월 15일에 도착 예정)에 대한 진격을 중단하고 대신 대만으로 진격할 것을 제안했다. 이 정책은 동일하게 3월 12일에 결정되어 중국 본토 상륙 계획에도 부합했다.
6월 13일, 합참은 전쟁을 빨리 끝내기 위해, 맥아더와 니미츠의 양자에 대해서 다음의 세 가지 방안의 대일 진격 재검토를 지시했다.
1. 타이완 공략까지 기본 계획의 추진
2. 중간 목표를 그냥 지나쳐 단번에 타이완을 공략하기
3. 기본 계획을 중단하고 일본 본토 공략을 포함한 새로운 계획을 수립

그러나 양자 모두 이 계획이 너무 급진적으로 갔다고 생각했다. 이때, 육군 참모 총장 조지 마샬은 6월 24일, 맥아더에게 오키나와에 진공을 제안했다. 그 의도는 맥아더의 체면을 구기지 않고 중국 본토에 상륙하여 미 본토에 남아있는 유럽의 예비 병력을 어니스트 킹의 타이완 진격 방안에 사용하지 않기로 했다.
맥아더는 마샬의 제안에 반대했다. 맥아더는 7월 8일 합참이 3월 12일에 결정한 안을 더욱 앞당겨 1945년 5월 루손섬으로 진격하는 ‘레노 5호’(Reno-V) 계획을 제출했다. 맥아더는 필리핀에 침공하는 군사적 이점으로 현지의 항일 무장 세력의 원조를 기대할 수 있어 섬에 해상 침공에 비해 지상 거점도 여러 군데 확보할 수 있다는 점을 들었고, 또한 정치적으로도 필리핀이 원래 미국 식민지임을 지적했다. 맥아더는 자신이 전직 필리핀 사령관이었기 때문에, 필리핀 탈환에 큰 노력을 기울이고 있었다. 또한 맥아더는 아버지의 세대보다 필리핀에 이권을 더 많이 가지고 있었으며, ‘맥아더 왕국’ 등으로 비유되는 상태였다. 따라서 6월 18일 마샬 참모 총장에게 보낸 서한에 대해 마샬은 맥아더의 개인감정을 나무라는 답장을 보냈다. (고지마 노보루 《태평양 전쟁 하》 필리핀 결전을 요구하고)
한편 니미츠는 이 시기 1945년 2월 타이완 남부에 진격하는 ‘그래닛 2호’(Granite-2) 계획을 수립하고 있었다. 또한 7월 4일 예정대로 진공이 진행되지 않아도 기본 작전 계획을 수행하는 것과 맥아더의 주장대로 기동 부대와 육상 기지를 연계시킨다는 전략이 적절하다는 취지의 두 가지 답변을 했다. 이 이유는 다음과 같다.
1. 사이판에서의 저항이 예상보다 컸음
2. 연합 함대의 위협
3. 일본 육군의 대륙에서의 진격에 의한 중국 연안에서의 작전 활동의 어려움
4. 1월에 이미 킹에 대해 8월까지 전력의 준비는 있지만 이후에는 보강이 필요하다는 뜻을 전했지만 다음과 같은 반대 논리를 펼쳤다.

- 맥아더의 전력을 휘하에 두는 것은 기대할 수 없다
- 노르망디 상륙 작전의 진전으로 전력이 필요한 시기에 태평양에 이동하는 것은 기대할 수 없다.

해군은 ‘레노 5호’에 대해 대일전 조기 종결에 도움이 되지 않는다고 비판했다. (《제2차 세계 대전 미군 전략》, 제4장 3, 또한 맥아더, 니미츠가 제출한 두 계획의 의도, 양자의 견해 등 각각의 회고록 전체)
이러한 충돌 때문에 합참은 7월 11일 유럽 정세와 관련하여 다음과 같은 제안을 했다.
1. 독일 타도 후 일본 해군을 괴멸시킨 경우는 일본 본토에 직접 진공
2. 독일 타도 후 일본 해군 격멸도 되어 있지 않은 경우에는 민다나오 → 루손 → 타이완 → 오키나와 → 규슈 → 혼슈 순서로 진격
3. 독일 타도가 되어 있지 않고, 일본 해군을 격멸한 경우 민다나오를 우회

한편, 루즈벨트는 그때까지 맥아더가 공화당 대통령 후보가 될 것을 경계하여 공을 세우지 못하게 해 견제해 왔지만, 7월 초 민주당 대회에서 대통령 후보로 지명된 맥아더에게 출마 의사가 없음을 알았다. 그래서 루즈벨트는 선거 유세를 위해 오아후섬 호놀룰루에 가서 7월 26일 밤에 맥아더와 회담했다. 맥아더는 지론을 말했으나 루즈벨트는 ‘필리핀을 우회하지 않는’ 것은 지지했지만, 해군이 주장하는 타이완 침공과의 관계는 뒷전으로 밀려났고, 9월 퀘벡 회담에서 처칠과 협의한 결과에 따라 결정되었다. 하와이 회담에 대해 합참은 불만을 나타내며 킹 작전은 즉시 타이완 공략을 주장했다. 한편 해군 측에서도 하츠는 필리핀 공략의 중요성을 인정하는 진언을 했다.
8월 들어 티니안, 괌이 잇따라 함락되었고, 마리아나 제도를 완전히 점령한 미군은 펠렐리우섬, 야프섬, 탈라우드 제도 등이 다음 목표로 보이기 시작했다.
8월 16일, 마샬은 맥아더에게 일정을 단축하여 계획을 다시 짜라는 명령을 내린다. 맥아더는 작전명을 마스케티아로 바꾸고, 9월 15일에 모로타이, 10월 15일에 탈라우드, 11월 15일 사란가니, 12월 20일 레이테 공략 등으로 한 계획을 제출했고 린가엔에 상륙 시점에서 ‘레노 5호’에 비해 40일 단축된 것이었다. 이 부분을 합참은 채용했고, 해군, 킹도 조건부로 승인하여, 9월 9일 합참 본부는 민다나오의 공략 계획을, 11월 15일 레이테섬 공략 예정일은 12월 20일로 확정했다. 하지만 그때까지도 루손과 타이완, 어느 쪽으로 진공할지는 정해지지 않았다.
또한 노르망디 상륙 작전을 시행하기 직전 (최종 계획 수립 단계)에서는 노르망디 상륙 후 90일 독일 본토 진격 태세, 10월에는 독일 타도를 실현하는 일정이었지만 상륙일로부터 90일을 경과한 9월 처음 단계에서는 그것이 불가능한 것으로 밝혀졌다. 따라서 독일 타도 후 3개월 이동하기 시작 6개월 사이에 도착된 유럽 방면의 병력에 의존할 수 없게 되었다. (이상 미국 측 대해서는 상기 문헌 외에 주로 《제2차 대전의 미군 전략》 제4장 3편 참고).
8월 31일, 제38기동부대 제4군은 이오섬을 급습했다. 제3함대 할시 장군이 직접 지휘하는 나머지 3군은 이어 9월 초부터 필리핀을 공습하였다. (아래 "다바오 사건 '항 참조) 미군은 공습과 동시에 9월 15일 모로타이섬, 펠렐리우섬에 상륙하여 펠렐리우 전투를 벌였다. 17일에는 앙가우르 전투로 앙가우르섬에 상륙하였고, 9월 23일에는 우루시 환초를 점령하고 이후에 후방 보급 기지로 사용하였다. 제38 임무부대는 펠렐리우, 모로타이 상륙 작전을 지원한 후 오가사와라 제도와 야프섬을 급습했다.
9월 12일에서 13일, 윌리엄 홀시 장군이 지휘하는 제3함대는 중부 필리핀을 급습했지만, 이 때 일본군의 반격이 미약했기 때문에 홀시 장군은 중부 필리핀을 ‘얇은 방어와 빈약한 시설로 허술"하다고 판단하고 중부 필리핀으로 진격을 앞당기자고 제안했다. 합참 본부에서는 이 제안을 채용하여 예정되어 있던 상륙 작전(탈라우드, 민다나오, 야프섬 공략)을 중단하고 10월 20일 레이테섬에 침공하기로 결정했다.

### 필리핀
필리핀 대일 무장 세력은 크게 두 가지로 나뉜 조직으로 이루어져 있었고, 동시에 큰 단체였다. 하나는 한때 맥아더 장군의 지휘 하에 활동하고 있던 필리핀 주둔 미군 장병들(통칭 미국 극동 육군의 약어가 USAFFE이기 때문에 ‘유사페 게릴라’로 불림)로, 원래 부대보다는 비교적 자유로운 활동을 했다. 다른 하나는, ‘후크발라하프’라는 필리핀 국내 농민 혁명 운동과 노동운동자들이었다. 이 두 조직은 반드시 협력 관계에 있었던 것은 아니었고, 한 때는 후크발라하프 측이 유사페에 동맹을 맺자고 다가섰지만, 유사페는 이를 거절하였고 후크발라하프를 공격하기도 했다. 유사페는 미국-필리핀 군의 정식 구분이었던 총 10관구를 계승하는 형태로 군관구 사령부를 설치하고 총 병력 약 22,000명에 의한 게릴라전을 전개했다. 레이테, 필리핀섬 작전이 진행되면서 미군으로부터 무기를 보급 받을 수 있었기 때문에, 그 수는 단번에 27만까지 늘어나면서 여러 전투에서 유력한 전력이 되었다. 일본군이 수많은 노력을 하고 있었음에도 불구하고 거의 무력 철군을 당한 것은 이 유사페들의 영향도 크다.
한편, 필리핀 시민이라고 해서 모두 대일 무장 세력을 편든 것은 아니었다. 일본이 1943년 10월 14일에 독립 정부(호세 라우렐 정권)를 설립하는 등 필리핀 선무 공작에 의해 친일파 시민들도 존재했다. 그들은 마카필리라는 무장 조직을 만들어 항일게릴라를 토벌하였고, 그 중에는 일본군과 함께 적진에 돌입한 부대도 있었다. 이들 친일파 무장 세력 약 5600명은 전후에 사면을 받고 군사재판에 회부되지 않았다.

## 준비
미군은 필리핀 침공에 앞서 필리핀 근처에 비행장을 확보하기 위해 팔라우 제도(펠렐리우섬과 앙가우르섬)와 모로타이섬을 공략했다. 또한 미군은 필리핀 상륙 부대가 주변 일본군 기지의 항공기에 의해 공격받는 것을 방지하기 위해 10월 20일 레이테섬 상륙전에 공군과 해군이 총력을 기울여 주변의 일본군 기지(마샬 제도, 캐롤라인 제도 중 아직 일본군이 잔류하고 있던 중국 연안, 타이완, 오키나와, 네덜란드령 동인도(현 인도네시아), 필리핀의 섬)의 공습을 실시했다. 이 중에서도 미국 해군 항공모함 부대가 10월 10일에 실시한 오키나와 공습과 10월 12일 실시한 타이완 공습은 규모가 큰 것이었다.

### 모로타이섬 전투
1944년 9월 15일, 연합군은 필리핀 침공의 거점 확보를 위해 동부 인도네시아 모로타이섬에 상륙했다. 연합군은 곧 섬의 중요한 부분을 확보하여 비행장을 건설했다. 일본군은 주변의 섬에서 공습하거나, 방해부대를 역상륙시키는 등 방해를 시도했다.

### 대만 공습
레이테 상륙 직전인 1944년 10월 12일부터 3일간 미군은 타이완섬에 있는 일본 공군 기지를 공습했다. 이에 따라 타이완 앞바다에서 포르모사 공중전이 벌어졌다. 일본 측은 약 700대의 기체와 많은 조종사를 잃은 반면, 미군 기동 부대의 피해는 미미했다. 그러나 대본영 해군은 "항모 격침 11척, 격파 8척, ..." 등 큰 전과를 낸 것처럼 발표했다. 이렇게 과장된 전과를 믿었던 육군은 미군의 전력을 과소평가하게 되었고, 이 잘못된 상황 판단은 미군이 레이테섬에 상륙한 후 전략 계획에 큰 영향을 주게 되었다.

## 레이테만 전투
1944년 10월 17일 미군 레인저 부대가 레이테섬 동쪽 약 60km 떨어진 술루안섬에 상륙했다. 또한 레이테섬에 20일 도착을 목표로 700척의 함선을 투입했다. 이에 맞서 일본군 대본영은 레이테섬에 상륙작전을 펼칠 것이라고 판단하여 10월 18일에 첩1호작전을 하달하고, 싱가포르 남쪽 링구아 정박지에서 보르네오 서부 방면의 쿠리타 타케오 중장이 이끄는 제1유격 부대를 파견했다. 쿠리타 함대가 브루나이에서 급유를 하는 동안 레이테섬의 제16사단이 미군 상륙 선단의 접근을 보고했다.
레이테만 전투에 참가한 병력은 일본군이 오자와 함대(정규 항공모함 1척, 경항모 3척, 전함 2척, 순양함 2척 등 총 17척과 항공기 116대), 쿠리타 함대(전함 5척, 순양함 12척 등 총 32척), 니시무라 함대(전함 2척, 순양함 1척 등 총 7척), 시마 함대(순양함 3척 등 총 7척)였다. 한편, 미군은 할시 함대(정규 항공모함 8척, 경항모 6척, 전함 6척, 순양함 15척 등 총 95척), 킨케이드 함대(호위 항공모함 16척, 전함 6척, 순양함 8척 등 총 72척) 및 항공기 1280대이며, 미군 측이 일본군 병력을 크게 웃돌았다.
일본 해군의 계획은 크게 네 가지 전략으로 구성되어 있었다. 첫째, 기지 항공 부대가 미 항공모함 군을 공격하고 공습에 의한 피해를 줄일 수 있다. 둘째, 오자와 함대가 미끼가 되어 미 기동 부대를 북쪽으로 유인한다. 셋째, 남쪽에서 니시무라 함대 (제1유격 부대 제3부대)와 시마 함대(제2유격 부대)가 침입하여 미 함대를 끈다. 마지막으로, 주력 부대가 되는 쿠리타 함대 (제1유격 부대 제1부대)가 〈전함 야마토〉, 〈전함 무사시〉를 중심으로 북쪽에서 레이테 만에 돌입한 미군 상륙 부대와 기동 부대를 격멸하는 것이었다.

### 10월 23일 전투
10월 20일, 쿠리타 함대는 불충분한 통신 환경 속에서 미군 상륙부대가 상륙을 시작한 것을 보고, 북쪽으로 급히 출동했다. 도중에 23일 팔라완섬 앞바다에서 미 잠수함 2척에 공격을 받아 중순양함 2척이 침몰하고 1척이 대파되었다. 기함 ‘아타고’가 격침되었기 때문에 쿠리타 중장 이하의 사령부도 한때는 바다에 빠졌다가 전함 야마토에 의해 구출되었다. 이어 24일 미 제38 임무부대 소속 총 264기에 의한 공습으로 전함 무사시가 침몰하고 중순양함 1척 대파되었다. (시부야 해전). 손상된 함의 호위 구축함을 남겨 두었기 때문에, 쿠리타 함대는 전함 4척, 순양함 2척, 순양함 2척, 구축함 7척으로 줄어 들었다.
10월 18일경부터 일본 육해군 기지의 항공대가 루손 등에 모였으며, 22일에는 모두 약 450기의 항공기가 준비되었다. 비슷한 시기에 북방에 있던 오자와 함대의 항공기를 포함하면 총 약 566기였다. 레이테 상륙 직전인 20일에는 해군사령관으로 오니시 다키지로 중장이 부임했다. 이들 항공 부대에 의한 총공격은 10월 24일부터 26일 사이에 치러진 육군은 주로 미군 수송선단을, 해군은 항공모함을 중심으로 한 함정들을 공격했다. 25일부터 해군이 첫 가미카제 특공대를 투입했다.
한편, 니시무라 함대와 시마 함대는 민다나오섬 부근 해역을 향해 나아가고 있었다. 도중에 몇 차례에 걸친 미군 공군과 어뢰정의 공격을 받으면서도 계속 전진을 했고, 앞서 간 니시무라 함대는 25일 새벽 수리가오 해협에 진입했다. 그러나 여기에서 기다리고 있던 킨케이드 함대에 요격을 당해 니시무라 함대는 구축함 1척을 남기고 전멸했다.(수리가오 해협 해전). 이어 도착한 시마 함대는 약간 교전만 하고 철수했다. 미 함대의 손해는 대파된 구축함 1척 정도였다.
미끼 임무를 맡은 오자와 함대는 10월 25일 오전 8시경에 미군 제38 임무부대 제3군의 공습을 받아 오후 3시 경에 항공모함 전함을 잃었다. 잔존함은 미군 기동부대와의 수상전을 시도했지만 고립된 일부 군함이 교전을 하다가 오후 11시 45분에 본토로 철수를 시작했다.(엔가뇨 곶 해전). 미끼로 어떻게 든 할시 함대를 끌어들이는데는 성공했지만, 이것이 해전의 결과에 큰 영향을 미치지는 못했다.

### 쿠리타 함대의 공격과 반전
시부야 해전 이후 일단 서쪽으로 향하며 미군이 철수 중이라고 생각했던 쿠리타 함대는 다시 동진을 했다. 10월 25일 오전 0시 35분에 산베르나르디노 해협을 무사히 통과해 필리핀 동쪽 해역(필리핀해)에 진출했다. 미군 측 할시 함대와 킨케이드 함대가 서로 산베르나르디노 해협의 봉쇄를 다른 방면으로 분담하고 있다고 생각했기 때문이었다. 오전 6시 45분, 쿠리타 함대와 킨케이드 함대의 호위 항공모함 부대의 1군이 조우하여 교전을 벌였다. 방심한 호위 항공모함들은 함재기 외 다른 구축함의 뇌격으로 반격을 시도하면서 회피기동을 했다. 2시간여의 전투 끝에 쿠리타 함대는 호위 항공모함 1척과 구축함 3척을 격침시키고, 호위 항공모함 3척과 구축함 1척을 대파시켰는데, 쿠리타 함대도 순양함 3척을 잃고 2척이 대파되었다. (사마르 해전). 그 후에도 잠시 쿠리타 함대는 동진했지만 공격 목표의 선단은 이미 상륙을 마쳤을 가능성이 있었다. 또한 협동해야 할 니시무라 함대, 시마 함대가 전선 이탈하고 킨케이드 함대에 의해 집중 공격을 받았을 위험이 있었고, 장병들의 피로가 한계에 도달했다는 점 등을 고려한 끝에 철수를 결의했다. 한편 킨케이드 함대는 몇 시간 전에 니시무라 함대와 전투를 진행했던 상태였기 때문에 포탄의 잔량이 충분하지 않았고, 쿠리타 함대의 요격에 자신감을 가질 수 없는 상황에 있었다. 이 철수는 미일 양군에게 의외 사건이었기 때문에 ‘수수께끼의 반전’이라고 불리게 되었다.
10월 27일, 대본영 해군부는 레이테만 전투의 전과를 “항모 격침 8척, 격파 7척, 항공기 격추 약 500대, ····”고 발표했다. 이렇게 과장된 전과는 이전의 포르모사 공중전 전과와 마찬가지로 점점 일본군이 상황 판단을 오도하게 만들었다.

## 레이테섬 전투

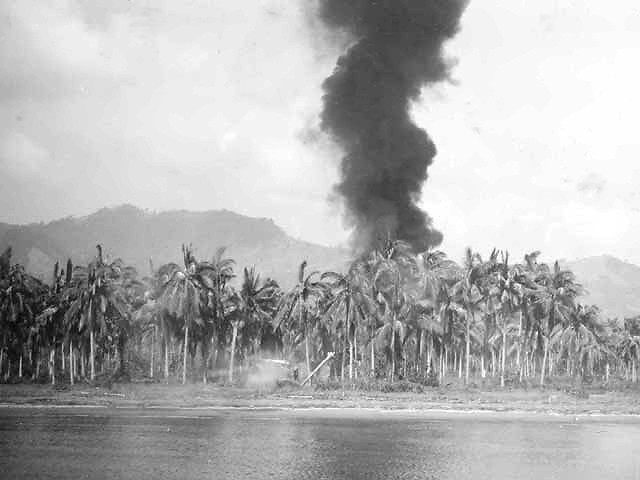
맹렬한 함포사격 후 불타는 일본군 진지

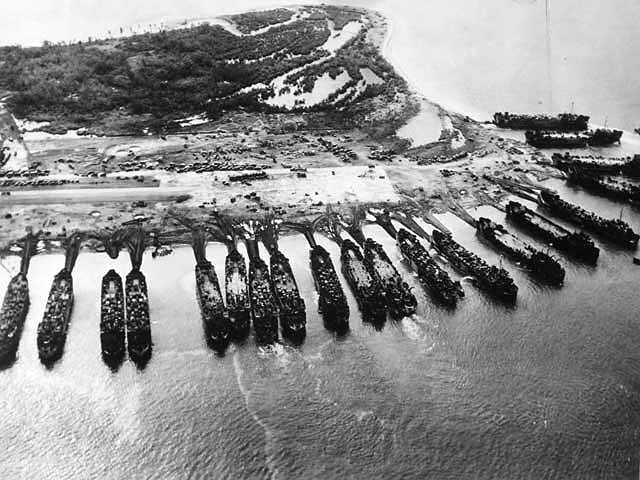
레이테섬에 상륙하는 미군

10월 20일, 연합군은 레이테섬에 상륙했다. 지금까지의 일본의 필리핀 방위 계획은 루손섬에서의 결전이었지만, 대본영 해군부가 발표한 〈포르모사 공중전〉과 〈레이테 만 전투〉의 과대 전과를 믿었기 때문에 정책은 급거 레이테섬에 증원부대를 파병하여 결전을 하는 것으로 변경되었다. 이 경우 적은 ‘메이지 절(11월 3일)까지 항복할 것’이라는 희망적인 바램이었다.

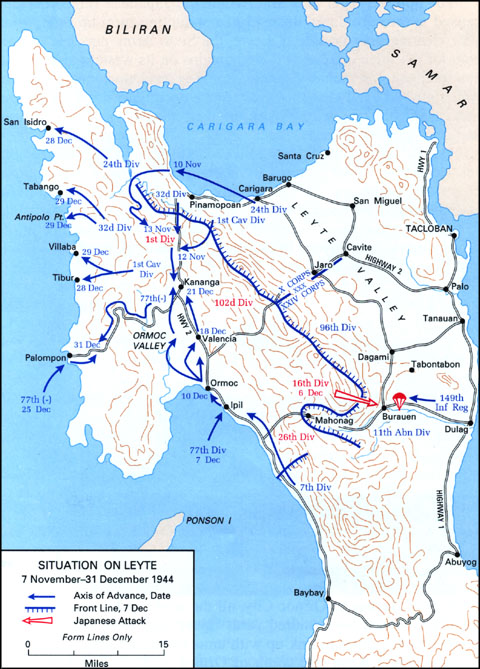
레이테섬 전투의 행동도

### 미군의 상륙
일본군은 제35군(사령관 : 스즈키 소사쿠 중장)이 레이테섬을 포함한 동부 필리핀의 방위를 담당하고 있었으며, 그 중 레이테섬에는 제16사단 만 배치했다.
1944년 10월 20일 연합군은 레이테섬 공략에 착수했다. 제6군 소속 약 20만 2500명으로 구성된 육상 부대가 투입되었다. 항공 지원은 육상기 약 3200대에, 추가 함재기 약 1200대도 참여했다. 해상에서도 함대가 화력 지원을 담당하고 있었다.
미군 제24군단(제7사단 제96사단)과 제10군단(제1기병사단 제24사단)은 레이테섬 동쪽 타클로반에서 상륙을 시작했다. 맹렬한 함포 사격으로 해안의 일본군 진지는 괴멸당했다.
연합군은 빠르게 진격하여 제16사단 연대장 2명을 전사시키고, 26일에는 6개의 비행장을 확보했다. 제16사단은 산지로 퇴각했다. 이 전투 중 일본군의 통신 상태가 나빴고, 자주 연락이 끊겼기 때문에 대본영과 마닐라 방면군은 레이테섬의 전황 파악이 어려웠다. 제16사단의 잔존 부대는 증원 부대와 합류하여 이듬해 2월까지 계속 싸웠지만, 11월 20일 약 3800명, 이듬해 3월에는 약 800명을 소모하고 있었다.

### 일본군의 반격

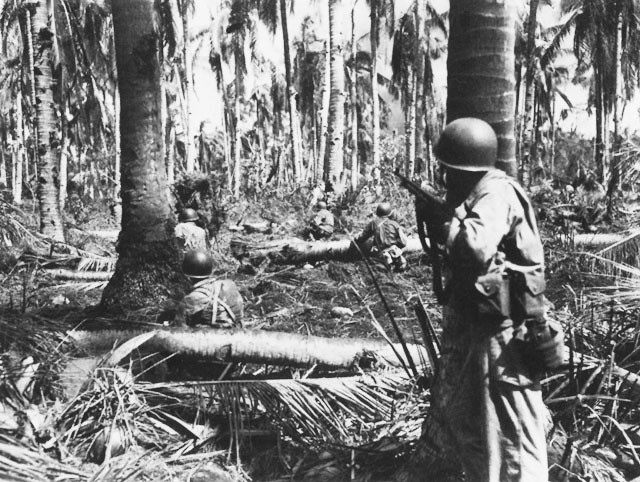
레이테섬에서 자전 중인 미군 보병

또한 일본의 대본영 육군부는 포르모사 공중전의 과장된 전과 보고를 믿고 있었기 때문에, 레이테섬에 증원군을 보내 결전을 하기로 판단했다. (타고 작전)
해상을 통한 병력 수송과 물자 보급은 적 항공기에 의해 공격 받기 쉬운 해상에 장시간 노출될 위험성이 있었다. 그러나 미군 항공 기동 부대가 괴멸되었다고 오판한 일본군 육군부는 이러한 위험을 개의치 않았지만, 결국 괴멸되었다고 판단한 미군 기동 부대 등의 공습을 받았다. 항공 엄호를 받은 제1사단은 11월 9일까지 무사히 목적지에 도착했지만, 제26사단과 제68여단 등은 모두 물자의 과반이 바다로 침몰했다. 따라서 과달카날 전역과 마찬가지로 보급이 부족한 상황에서 전투를 치루게 되었다. 제1사단과 제26사단이 도착한 후 11월 20일 무렵의 일본군 병력은 인원 약 43,000명, 말 650마리, 군용 차량 약 190대였다.
제1사단은 1944년 11월 1일 레이테섬 서쪽 오르모크에 도착했고, 3일 카보칸 방면에서 미 제24사단과 조우하여 전투를 벌였다. 미군은 11월 24일에 제32사단과 번갈아 가며 공격을 계속했고, 12월 5일부터 총공격을 진행했다. 제1사단은 제102사단의 일부와 함께 악전고투를 벌였지만, 12월 21일에 서쪽으로 철수를 시작할 수밖에 없었다.
일본군은 제26사단과 제16사단 잔존 부대에 카오루 공수부대와 타카치호 공수부대가 가세하여 연합군 비행장에 돌입하여 반격을 시도했다. 하지만 제26사단이 부라우엔 전방 10km까지 접근한 시점에 서해안에 미군이 상륙했기 때문에 공격을 중단했다.

### 오르모크 함락
일본군이 상륙 지점으로 예상하고 있었던 오르모크를 장악하기 위해 연합군은 오르모크 남쪽에 미군 제77사단을 상륙시켰다. 연합군은 12월 11일 오르모크를 점령했다.
일본군은 제26사단으로 반격을 시도했지만, 보급이 완전히 끊어져 12월말에 더 이상 전투 계속할 수 없는 불능상태에 빠졌다. 제14방면군은 레이테 결전 중지를 결정하고, 제35군에 칸기폿토(환희봉) 부근의 산악 지대를 거점으로 영구 항전을 명령했다. 1월말경에 칸기폿토 부근에 잔존 부대가 모여 그 일부는 세부로 갔다.

### 레이테 항공전
레이테섬 전투는 치열한 항공전이기도 했다. 일본은 2000대 가까운 항공기를 투입하였고, 그 대부분을 잃었다. 이것은 당시 일본의 보유한 기체의 절반에 해당하는 숫자였다. 따라서 이후 필리핀 전투에서 항공기의 지원은 거의 기대할 수 없는 상황이 되었다.

## 민도로섬 전투
레이테섬에 이어 루손섬의 탈환을 목표로 연합군은 레이테 전투 후반 12월 15일 루손섬 상륙에 앞서 민도로섬에 침공했다. 그 목적은 루손섬 남부에 대한 항공 지원 기지를 확보하기 위함이었다. 일본 제14방면군은 민도로섬의 방위는 처음부터 포기하고 경계 임무를 할 2개 중대 밖에 배치하지 않았다. 일본 해군에 의한 포격(레이호 작전) 등의 반격도 있었지만, 곧 연합군은 섬을 장악하는 데 성공했다.

## 루손 전투

### 링가옌만 상륙과 마닐라 침공

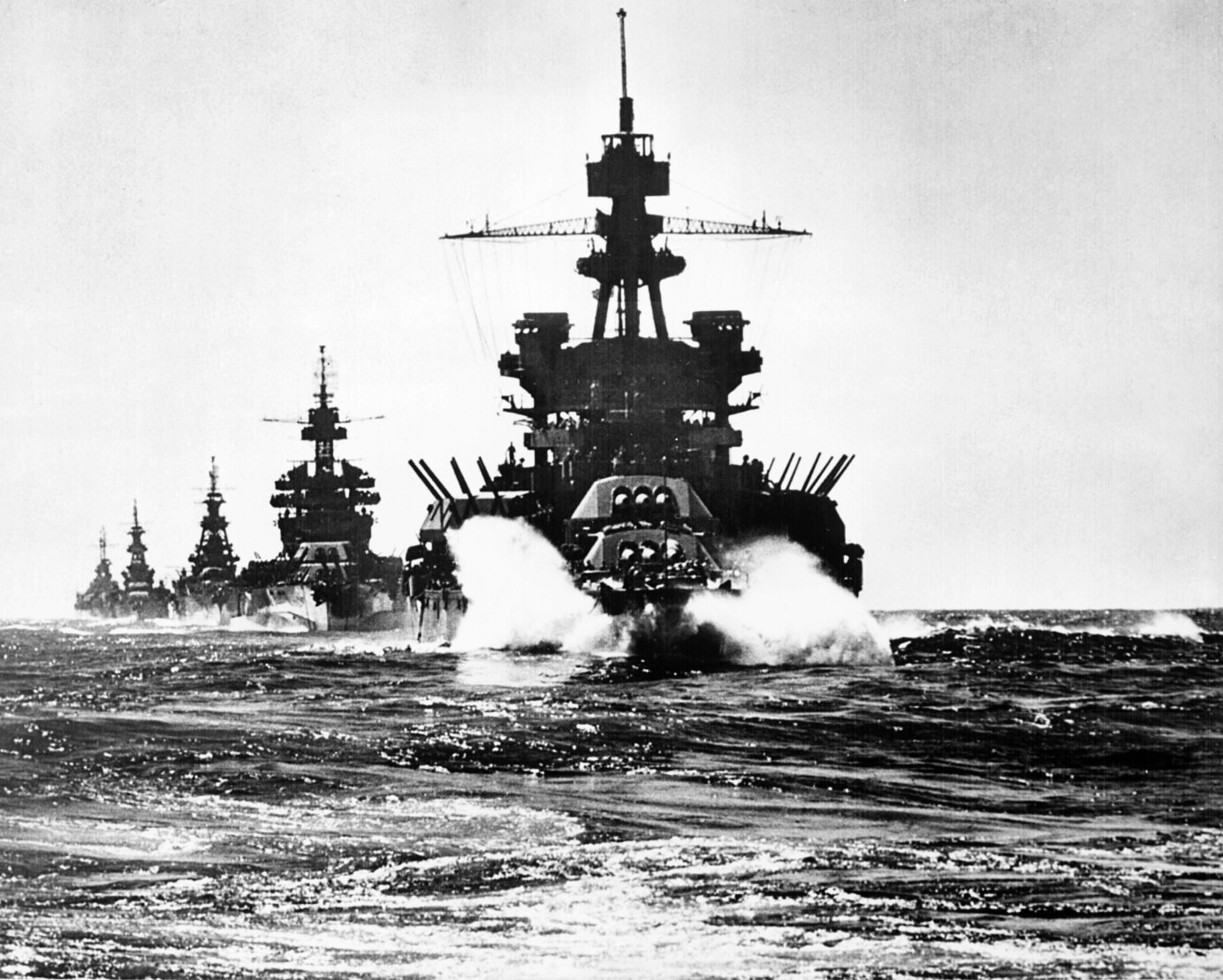
링가옌만으로 진입하는 전함 펜실베이니아 호

1945년 1월 9일, 연합군은 3일 이상 격렬한 사전 폭격에 이어 루손 링가옌만에 상륙을 시작했다.(링가옌만 상륙, 1월 6일 - 1월 9일) 우선 미군의 제6군(사령관 : 크루거 중장, 7개 사단 2개 포병군 기간병)이 도착하고 그 중 2개 사단이 마닐라 탈환을 목표로 남하를 했고, 2개 사단이 북부로 진격했다.
이에 대항한 일본 제14방면군(사령관 : 야마시타 도모유키 대장)은 부대를 세 집단으로 나누어 지구전을 꾀한다는 전략을 세웠다.
1. 상무집단(尚武集団, 영어: Shobo Group) 야마시타 장군 자신이 이끄는 5개 보병 사단, 1개 전차 사단, 2개 독립 혼성 여단 기간병 15만 2천명
2. 진무집단(振武集団, 영어: Shimbu Group) 바기오를 중심으로 한 북부에 요코야마 시즈오 중장이 지휘하는 2개 사단 기간병 10만 5천명을 마닐라를 포함한 남부에 배치하고,
3. 겐무집단(建武集団, 영어: Kembu Group) 츠카다 리키치 중장이 이끄는 10사단 소속 각종 집성부대 3만명)이 클라크 비행장이 있는 마닐라 동북 지역에 배치했다.

- 미군은 각각 쇼보 그룹, 심부 그룹, 켐부 그룹이라는 병단명을 사용

링가옌만에는 상무집단 제23사단, 전차2사단, 독립혼성 제58여단이 요격 태세를 갖추고 있었다. 북부를 장악하기 위해 미군 2개 사단과 치열한 전투를 벌였고, 2월 상순경에는 미군의 진격을 지연시켰고, 그 후 북부에는 대량의 군수 물자가 반입되었다.
한편, 남부로 향한 미군 2개 사단은 겐무집단을 격파하고 200km를 전진하는데 성공했으며, 1월 하순에는 마닐라 시 교외에 도달했다. 겐무집단은 육해군, 항공부대를 모아 지상전으로 돌려 운용했지만, 전력이 부족하여 잔존 부대는 산 속의 외곽진지로 후퇴하였고 점차 조직의 통제력을 상실해 갔다. 연합군은 바탄 반도와 마닐라 남쪽으로도 미국 제8군을 상륙시켰고, 여러 방향에서 마닐라 시를 공격하기 시작했다. 당초 일본 제14방면군은 마닐라를 무방비 도시로 선언할 계획이었지만, 해군과 제4항공군, 대본영의 반대로 무산됐다. 마닐라에는 마닐라 해군방위대(사령관 : 이와부치 산지 소장)가 해병대 등을 배치하여 약 1개월간의 치열한 시가전을 벌였다. 3월 3일에 마닐라는 함락했으나 그때까지 연합군의 치열한 포격으로 시가지는 폐허가 되었다. 시민들은 약 10만 명으로 추정되는 인명손실을 당했고, 일본군에 의한 학살 행위가 있었다고 전해진다.(자세한 내용은 마닐라 전투 (1945년) 및 마닐라 대학살을 참조)
링가옌만 상륙 이후의 전투 인해 미군은 사상자 2만 5천명에 이르는 인명손실을 입었다. 일본군은 마닐라 시가전만으로 전사 1만 6천 명에 이르는 인명손실을 입었다.
바탄 반도에 배치된 나가요시 지원부대(제10사단 1개 연대 기간병)와 코레히도르 지원부대(1개 대대 기간병)는 맹폭을 당한 후 각각 1월 30일과 2월 17일 미군이 상륙하여 공격을 가했다. 코레히도르섬에는 공수 부대도 하강했다. 일본군은 야습으로 저항했지만 코레히도르 요새는 3월에 함락되었고, 생존자 300명만 나가요시 지원부대에 합류했다. 9월 상순에 투항했을 때의 일본군 잔존 병력은 겨우 약 280명이었다.

### 진무집단 전투
진무집단(振武集団)은 마닐라 수비대 지원을 위해 2월 8일부터 6개 대대로 1차 총공격을 실시하는 등 마닐라 교외에서 연합군과 격전을 벌이고 있었다. 2월 23일 미 제6사단, 제43사단 등은 맹포격을 퍼부은 뒤 전차를 중심으로 포위 공격을 시작했다. 이에 일본군은 3월 중순 제2차 총공격을 실시하여 제6사단장에 중상을 입히는 등의 성과를 거뒀지만, 결국 3월 하순 무렵이 되면서 철수를 할 수 밖에 없었다. 진무집단은 삼분되어 버려서, 6월에는 제2선 진지도 잃고, 흩어져 지구전에 돌입했다. 이후 9월부터 11월까지 종전을 알고 항복할 때까지 연합군과 게릴라와의 전투를 벌였다. 진무집단의 생존자는 당초 10,5000명에서 종전 이후에 수용된 인원은 13,000명으로 필리핀 작전 종료까지의 포로 1600명이 남았다.

### 상무집단 전투

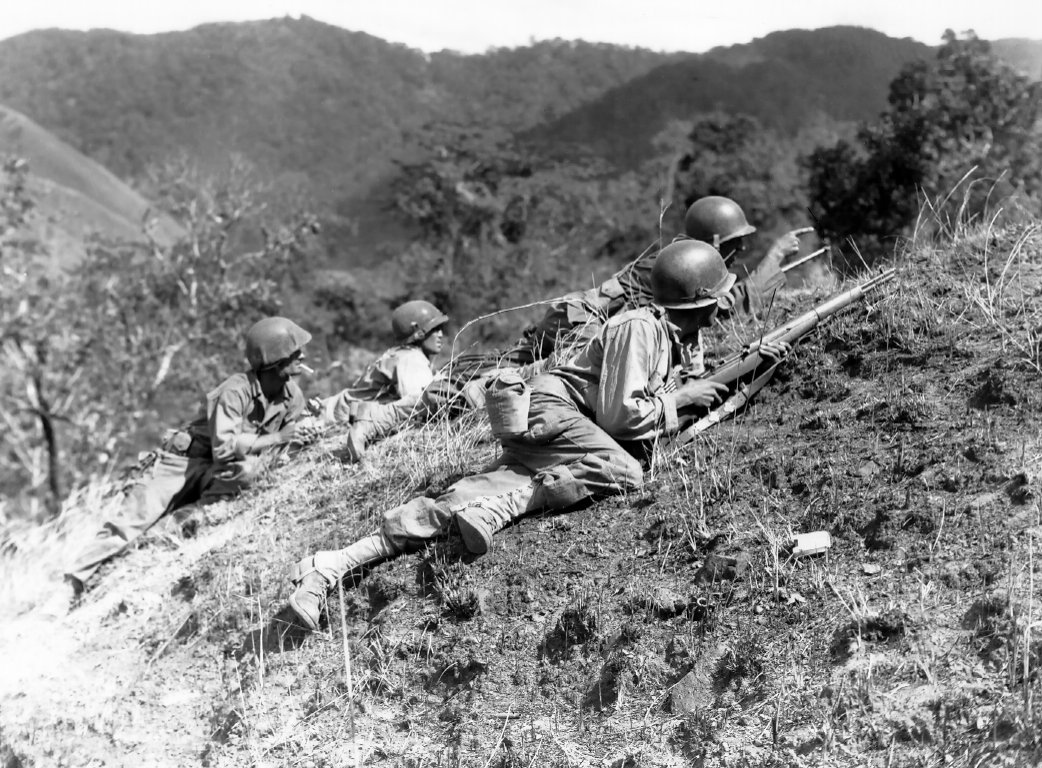
발레타 고개에서 일본군과 대치 중인 미 육군

바기오 방면군 사령부를 둔 루손섬 북부의 상무집단(尚武集団)에 대항하여 연합군은 미군 제6군 제1군단을 중심으로 공격을 진행하여, 1월 하순에는 연안의 일본군 제23사단 등에 큰 타격을 주고 있었다. 2월 하순에 연합군은 산악 지역의 일본군 진지에 대한 공격을 시작했고 바기오를 둘러싸고 일본군 제23사단 독립혼성 58여단과 교전을 벌였다. 또한 동부의 곡창 지대 카가얀 계곡 진입로를 둘러싸고 발레타 고개, 사라크사크 고개에서 제10사단, 제105사단, 전차 2사단 등 일진일퇴의 격전을 벌였다.
바기오 지역의 일본군은 4월까지 미군의 북진을 저지하고 있었지만, 서해안에서 나기리안 통해 우회 침공을 받으며, 4월 하순에 바기오는 함락되었다. 그 이전에 방면군 사령부는 카가얀 계곡으로 탈출, 호세 라우렐 대통령 등의 요인을 일본 본토로 대피시켰다.
발레타 고개에서도 일본군은 전면전을 벌였고, 진지를 빼앗기면서도 5월까지 카가얀 계곡에 연합군 진입을 막고 있었다. 그러나 물자와 식량 부족과 동시에 전력 감소로, 6월 1일에 마침내 일본군은 퇴각을 했다. 일본군은 바기오에서 후퇴해 온 제23사단 등과 합류하여 제2선 진지로 향했다. 이후 6월에는 루손섬 북쪽의 아파리에서도 미군이 공수 강하를 하여 상무집단은 포위 공격을 받는 상황이 되었다. 잔존들은 진지에 틀어 박혀 마지막 저항을 했지만, 일본군 각사단의 병력은 약 20% 정도까지 감소되었다. 그들은 식량부족으로 배고픔과 질병에 쓰러지는 사람이 속출하는 참상을 겪으며 종전을 맞이한다.

## 다른 지역의 전투

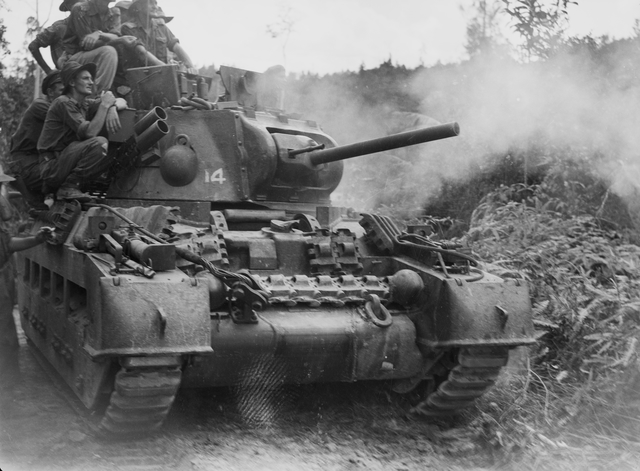
보르네오 지역 타라칸섬에서 작전을 수행 중인 호주 육군 전차

필리핀 작전은 레이테섬과 루손섬 아닌 다른 섬에서도 격렬한 전투가 이어졌다. 맥아더 장군의 강력한 주장으로 연합군은 필리핀 전체를 공략할 방침을 결정하고, 중남부 필리핀을 공략할 ‘빅터 작전’(Operation VICTOR)을 시작했다. 루손 전투가 한창인 2월 베르데섬, 루방섬, 팔라완섬에 상륙했고, 3월에는 민다나오섬, 플루아스섬, 세부섬을 공략했으며, 4월에 홀로섬, 보홀섬 외에도 상륙을 감행했다. 이 전투에서 연합군 측은 미군 5개 사단 등을 투입해 대규모 공격을 펼쳤다. 보르네오섬에도 5월에 호주군 2개 사단이 침공했다. 이에 대항하여 일본군은 레이테섬, 루손섬에서 방어태세를 갖추었지만, 연합군 침공 시점에서 국방 담당 제35군과 제37군 지휘 하에 남아 있던 병력은 전투력이 없는 병참부대나 비행장 부대 등이 많았다. 전투 부대는 액면 상으로는 4개 사단과 3개 여단이 있었지만 모두 레이테 전투에서 소모된 부대와 제2선 급의 치안 부대였다. 그래도 터널 등을 활용한 진지를 구축하고 있었으며, 각 부대는 비전투 부대도 하나가되어 과감한 저항을 시도했다.

### 민다나오 전투
남아있는 지역 중 일본군이 가장 많은 병력을 보유하고 있던 곳은 민다나오섬이었다. 제30사단(레이테 전투에서 반감)과 제100사단을 주력으로 다른 독립 혼성 제54여단, 제2비행사단 지상 요원이 배치되어 있었다. 이들을 공략하기 위해 연합군은 미 제24사단, 제31사단, 제40사단을 투입하고, 현지에 있던 약 33,000명의 미국 필리핀군 게릴라 부대(유사페)와 공동 작전을 펼쳤다. 우선 연합군은 3월 10일 서쪽 잠보앙가에 상륙하여 독립혼성54여단을 격파했다. 이어 4월에 남해안에 상륙해 다바오 공략을 목표로 진격했다. 일본군은 주력인 제100사단이 다바오 서쪽에서 약 2개월 동안 방어전을 펼쳤지만, 6월에는 아포 산으로 후퇴하여 게릴라전 산발적 게릴라전을 펼쳤다. 제30사단은 북부 지역에서 전투하고 있었지만, 6월경에 동부로 철수했다.

### 비사야 제도 전투
비사야 제도에는 레이테섬 이외에도 일본군 비행장이 다수 존재했지만, 이미 기능을 상실한 상태였다. 수비 병력은 제102사단(레이테 전에서 2개 대대와 포병 상실)이 세부섬과 파나이섬, 네그로스섬과 팔라완섬에 분산 배치되어 있었다. 팔라완이 먼저 점령된 이후 각 섬에 침공이 이어졌다. 방어 중심이었던 세부는 3월 26일 미군의 미군 제23보병사단이 상륙했다. 후방 부대 중심의 약 14,500명으로 구성된 일본군은 상륙 직후에 격렬하게 저항하였고, 이후에도 제14방면군 사령부의 지도에 따라 옥쇄를 피하고, 지구전으로 전환했다. 네그로스섬 등에도 미군이 상륙했다.

### 술루 제도 전투
술루 제도의 홀로섬에서는 4월 9일 미군 제41사단 상륙하였고, 일본군은 독립 혼성 제55여단(레이테 전투에서 1개 대대 상실)이 맞서 방어전을 펼쳤다. 독립혼성55여단은 약 절반을 잃고 산으로 철수했지만, 그곳에서도 게릴라들의 공격을 받아 종전까지 거의 전멸을 당했다.

### 보르네오 전투
보르네오 지역은 영국군과 호주군 제2군 (제7사단, 제9사단)이 상륙하였고, 일본 측은 독립 혼성 제56, 제71여단으로 저지를 하며 방어전을 펼쳤다. 5월 1일, 타라칸섬 상륙을 시작으로, 7월 1일에는 제2차 세계 대전 마지막 최대 규모의 상륙 작전인 발릭파판 상륙전이 시행되어 각지에서 종전까지 격전이 계속되었다.

### 종전

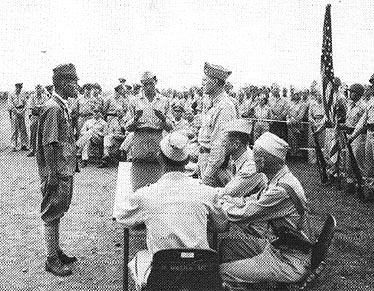
미 제40 보병사단에서의 일본군의 항복

필리핀에서 최초로 종전을 알게 된 일본군은 8월 15일에 정보를 얻은 제14방면군 사령부였다. 사령부는 1명이라도 많은 병력을 일본 본토로 귀환시키는 것이 마지막 임무라고 생각하고, 18일에 종전 조서의 문구를 복사하여 각 부대에 전달을 시작했다. 24일 위령제를 지냈고, 31일 하산하여 그 후에는 연합군의 군사 시설을 거친 후 바기오의 기지로 이동했다. 그리고 9월 3일, 야마시타 도모유키 장군은 더글라스 맥아더 원수와 함께 항복 문서 조인식에 참가하여 항복 문서에 서명했다. 이것으로 필리핀 공략 작전을 포함한 일련의 첩호작전은 막을 내렸다.

## 결과
레이테 만 전투에서 연합함대가 일본의 병력을 괴멸시킨 결과 일본군은 완전히 보급을 차단당하고, 레이테섬에 10만, 루손섬에 25만 병력이 고립되었다. 1945년 6월까지의 전투에서 일본군은 주력 부대가 괴멸당한 이후에는 정글을 헤매면서 산발적인 전투를 계속했지만, 많은 일본군 병사들이 굶어죽거나, 말라리아 등의 전염병과 전상의 악화로 죽어 갔다. 필리핀 침공 이후 필리핀 전투에서 일본군의 전사자(병사자 포함)는 일본군이 아시아 태평양 전쟁에서 싸운 모든 전선에서 가장 많았다. 그 과반이 필리핀 방어전에서 굶어 것으로 추정되는 극도의 기아로 군의 통제는 붕괴되었고, 밀림이나 주변 민가에서 식량을 찾아 헤매는 처지로 전락했다.

### 미군의 피해
| 위치          | 전사   | 부상   | 총계   |
| ------------- | ------ | ------ | ------ |
| 레이테섬      | 9,204  | 11,991 | 15,584 |
| 루손섬        | 28,310 | 31,560 | 37,870 |
| 필리핀 중남부 | 4,070  | 6,990  | 9,060  |
| 총계          | 41,584 | 48,541 | 62,514 |

### 일본군의 피해
| 위치          | 전사    | 포로   | 총계    |
| ------------- | ------- | ------ | ------- |
| 레이테섬      | 80,557  | 828    | 81,385  |
| 루손섬        | 205,535 | 9,050  | 214,585 |
| 필리핀 중남부 | 50,260  | 2,695  | 52,955  |
| 총계          | 336,352 | 12,573 | 348,925 |

연합군은 필리핀 각지에 비행장을 설치하고, 항공기를 동원한 통상적인 폭격을 본격화하고 일본의 남방 항로를 봉쇄했다. 일본은 전함까지 수송 임무에 전용하여 북호작전과 남호작전을 수행하여 자원 수송을 위해 노력했지만, 1945년 3월을 마지막으로 남방 항로를 폐쇄하기에 이르렀다. 일본은 인도네시아 유전 지대 등을 여전히 유지하고 있었지만, 해상 교통의 차단에 의해 연료 공급이 끊기면서 함대의 동원은커녕 항공기를 운용하는 것조차 어려워졌다. 이 무렵 사이판 기지에서 발진한 B-29에 의한 본토 공습이 본격화되었고, 공장도, 도시도 계속 불타 국민의 생존마저 위태로웠다. 대본영은 전쟁의 승패보다 어떻게 하면 강화를 시킬 수 있을까를 고민하기 시작했다. 1945년 초에 미군은 드디어 본토 침공을 시작했다. (일본 본토의 전투, 오키나와 전투)

## 같이 보기
- 필리핀의 역사

## 참고 문헌
- Terrance C. McGovern, Mark A. Berhow: American Defenses of Corregidor and Manila Bay 1898–1945. Osprey Publishing, 2006, ISBN 1-84176-427-2
- Bernard Millot: The Pacific War. BUR, Montreuil 1967.
- Samuel Eliot Morison: The Liberation of the Philippines: Luzon, Mindanao, the Visayas 1944–1945. Castle Books, 2001, ISBN 978-0-7858-1314-9.
- Robert R. Smith: Triumph in the Philippines, (United States Army in World War II.) United States Army Command of Military History, Washington D.C. 1963.